# Реформатская кирха (Советск)
Реформатская кирха — историческое здание в Советске, одна из достопримечательностей города. В прошлом — реформатская церковь, сейчас от кирхи осталась башня без шпиля.

## История
Последователи реформатского учения появились в Тильзите еще в XVI веке, во времена герцога Альбрехта — это были шотландские купцы по фамилиям Рич, Барклай, Ирвинг и Гамильтон. Продолжительное время члены реформатской общины использовали для своих церковных нужд дом, который был построен в 1703 году и находился на Хоештрассе (сейчас ул. Победы), недалеко от Литовской церкви. Постепенно дом обветшал, а количество прихожан возросло, поэтому появилась необходимость в строительстве новой церкви, а также дома пастора.
Строительство новой Реформатской кирхи началось в августе 1898 года в конце Дойчештрассе (сейчас улица Гагарина). 18 мая 1900 года в присутствии обербургомистра Эльдора Поля здание было передано общине.
Выполнением строительных работ по проекту советника по строительным работам Капитцке заведовал окружной строительный архитектор Тильзита — Гайсе (Heise), а общее руководство осуществлял правительственный архитектор Янссен. Ещё до строительства Реформатской кирхи рядом был установлен памятник в честь победы Пруссии во Франко-прусской войне (1870—1871). Памятник «Крылатый ангел» был открыт 18 октября 1894 года. До наших дней не сохранился.
В ходе сражений Великой Отечественной войны кирха получила значительные повреждения, в послевоенные годы была перестроена. К середине 1970-х годов здание кирхи было разобрано, но до настоящего времени сохранилась башня без шпиля.

## Описание
Здание было построено в неоготическом стиле. На башне, кроме высокого шпиля, было 4 маленьких шпиля по углам. Имелись 2 колокола и часы. Церковь имела внушительные размеры — внутри было 430 сидячих мест (из них — 105 в эмпорах) и 28 стоячих мест. Башня кирхи имела высоту до креста 47,70 м. В соответствии с религиозными догматами кирха имела строгую обстановку внутри. Сводчатое внутреннее помещение разделялось на центральный и боковой нефы с возвышением для хора и органа. Алтарное помещение с простым алтарным столом было отделено от главного нефа триумфальной аркой. Слева от алтаря на витой колонне располагалась церковная кафедра. Орган был творением мастера Терлецки из Эльбинга.
За исключением вестибюля, церковь была длиной 28,70 м и имела ширину примерно 16 м. Высота до конька крыши составляла 16,42 м. Звучал орган, светили три люстры с десятью светильниками, пел хор. Кирху окружало плотное кольцо деревьев, охраняющих от городского шума. Башня с её остроконечной крышей и четырьмя угловыми башенками имела привлекательный вид и была видна издалека. Звонил колокол и по часам горожане могли сверять время. Дом пастора находился в нескольких минутах ходьбы от церкви. Он сохранился до настоящего времени.

## Современное состояние
Сейчас кирха находится на территории автошколы с прилегающими к ней мастерскими. Башенка из красного кирпича возвышается над типовыми советскими строениями из силикатного кирпича. На окнах вместо витражей толстое плиточное стекло. На одной из сторон башни сохранился ржавый циферблат со стрелками, показывающими 4 часа.
Постановлением Правительства Калининградской области от 23 марта 2007 года № 132 кирха получила статус объекта культурного наследия местного (муниципального) значения.

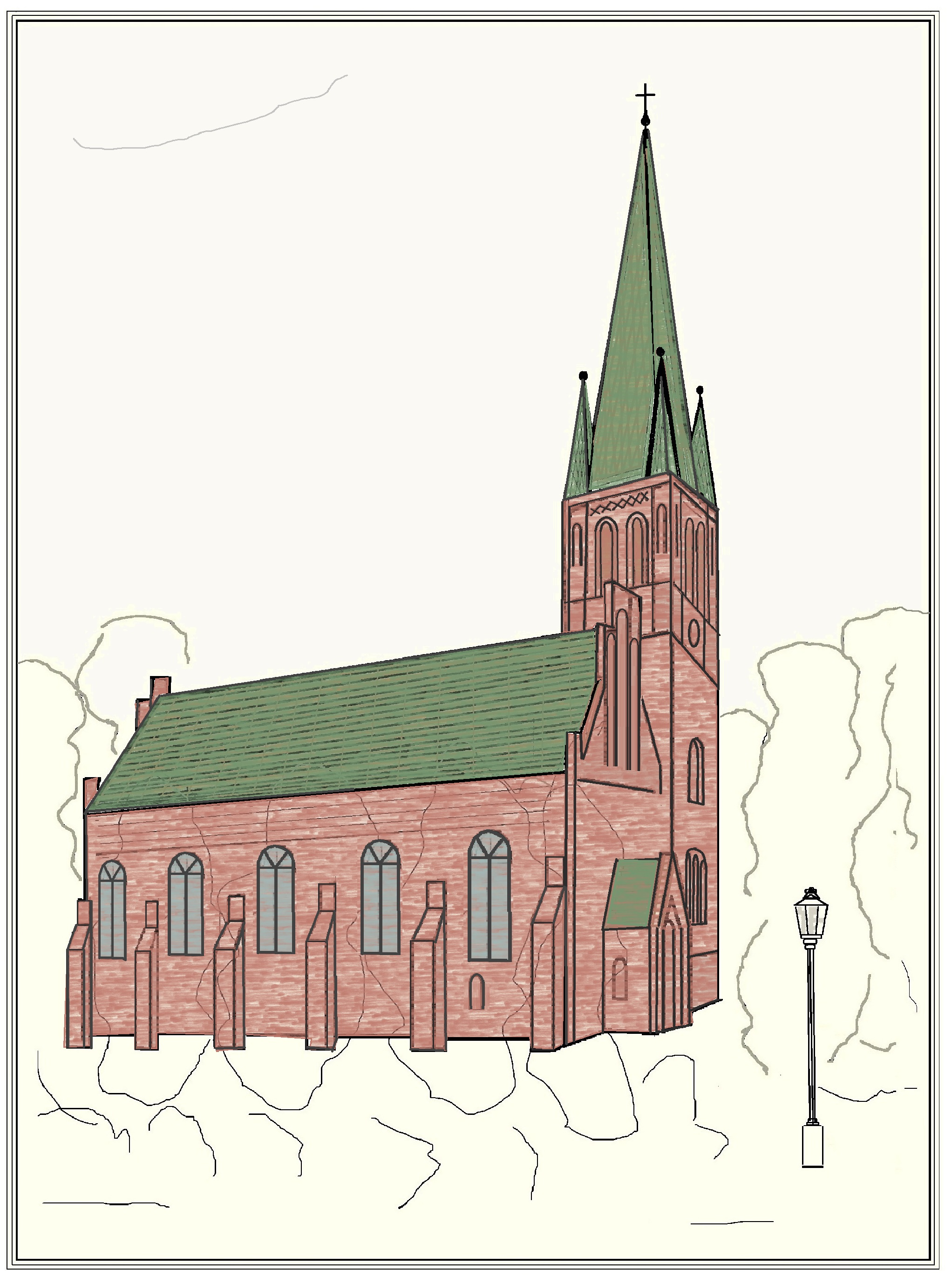
Первоначальный вид храма
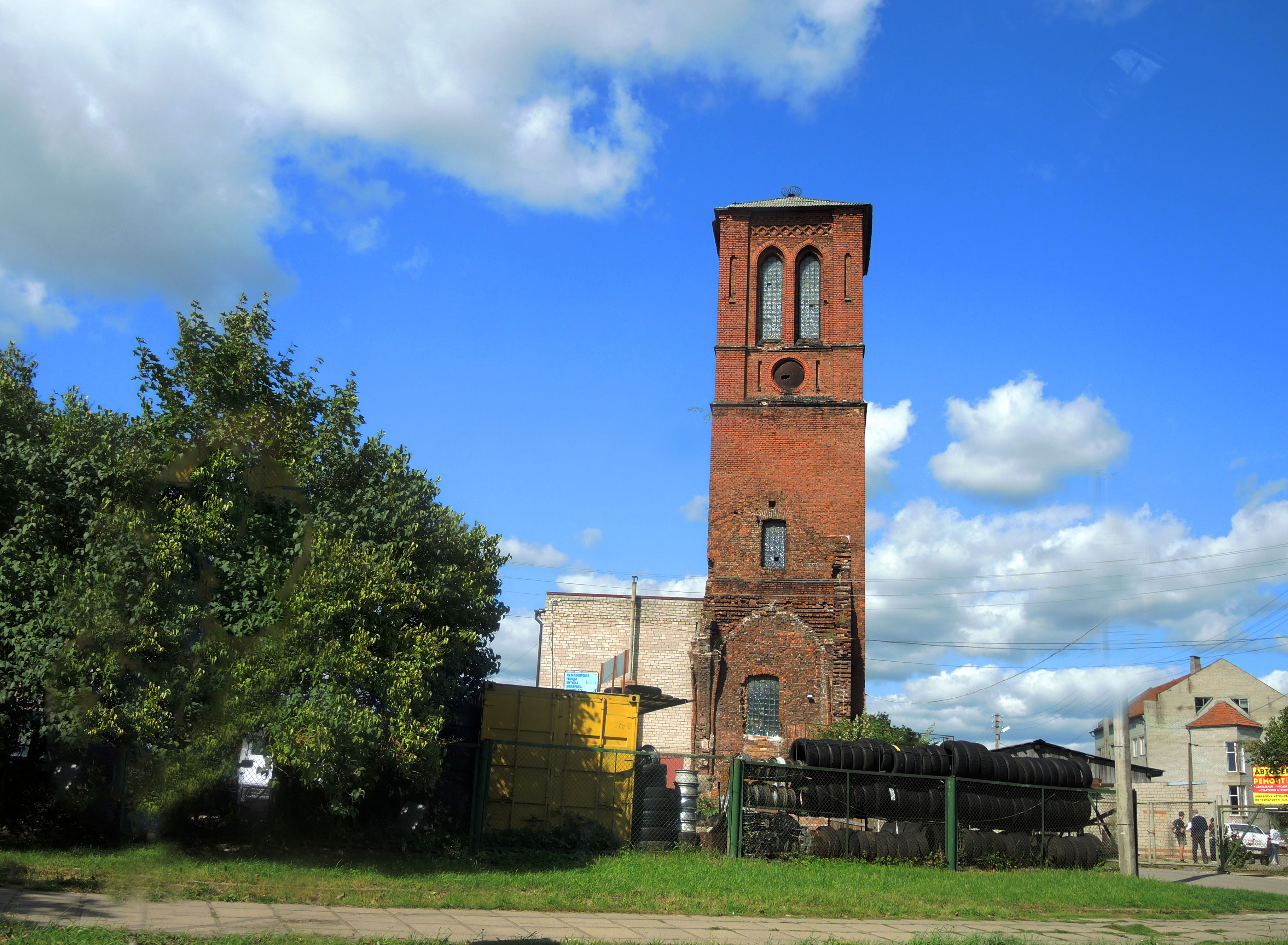
Современный вид башни Реформатской кирхи
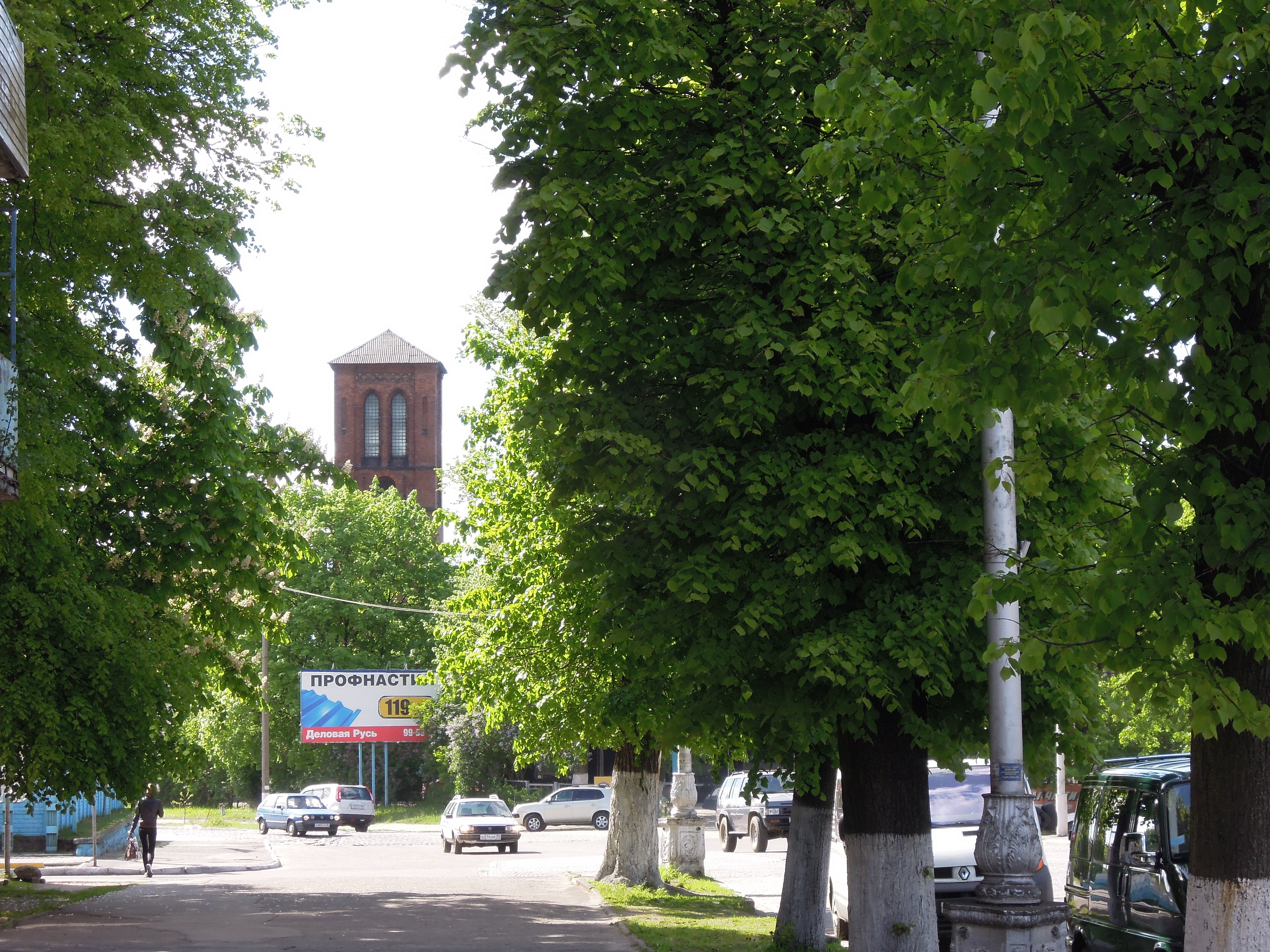
Башня Реформатской кирхи со стороны улицы Гагарина